# Urocitellus elegans
Urocitellus elegans е вид гризач от семейство Катерицови (Sciuridae). Възникнал е преди около 0,3 млн. години по времето на периода кватернер. Видът не е застрашен от изчезване.

## Разпространение и местообитание
Разпространен е в САЩ (Айдахо, Колорадо, Монтана, Небраска, Невада, Орегон, Уайоминг и Юта).
Обитава гористи местности, планини, възвишения, склонове, долини, ливади, храсталаци, савани, степи и плата в райони с умерен климат, при средна месечна температура около 3,9 градуса.

## Описание
Теглото им е около 324,5 g.